# Дува Лаши Ла
Дува Лаши Ла (бирм. ဒူဝါလရှီးလ, род. 1950) — мьянманский политик и юрист качинского происхождения, бывший председатель «Качинской национальной консультативной ассамблеи».
16 апреля 2021 года Представительный комитет Ассамблеи Союза назначил его вице-президентом Мьянмы в правительстве национального единства, которое работает параллельно Государственному административному совету, сформированному после военного переворота 2021 года. В связи с тем, что президент Мьянмы Вин Мьин был свергнут и арестован хунтой, Дува Лаши Ла также исполняет обязанности президента страны.

## Биография

### Ранние годы
Лаши Ла родился в деревне Мончжи на севере штата Шан. Учился в Национальной христианской школе в Кутхае, а затем окончил среднюю школу Лашио и работал учителем в школе в Мончжи. Поработав учителем, он вернулся к обучению, поступив в десятый класс школы Святого Михаила в Мемьо.
В 1970 году поступил в Рангунский университет, где изучал право. В 1974 году получил степень бакалавра гуманитарных наук, а в 1975 году получил степень бакалавра права. После окончания учёбы он два года работал прокурором в Мьичине и Лашо. Затем он 16 лет проработал юристом с 1978 по 1994 год.

### На пенсии
Выйдя на пенсию в 1994 году, Лаши Ла начал работать с различными организациями гражданского общества. В 2001 году он стал соучредителем Школы интенсивного изучения английского языка (IEP), ныне Института свободных искусств и наук (ILAS). Он также возглавил создание World Concern Organization и работал над региональным развитием. Позднее он работал в Фонде развития Метта с 2004 по 2010 год. Кроме того, он сотрудничал с различными международными неправительственными организациями. Он курировал агентство международного развития «Надежда» с 2010 по 2014 год. Совместно с Транснациональным институтом и Управлением ООН по наркотикам и преступности он руководил деятельностью по борьбе с наркотиками, а также был избранным председателем Качинской литературно-культурной организации в регионе Северный Шан с 2014 по 2018 год. В 2019 году он был избран председателем «Качинской национальной консультативной ассамблеи» и занимал эту должность до января 2021 года.

### Переворот 2021 года и последующие события
16 апреля 2021 года Дува Лаши Ла был назначен Представительным комитетом Ассамблеи Союза (ПКАС) на должность вице-президента и исполняющего обязанности президента Мьянмы после встречи между Комитетом и Временной политической координационной группой Качина. По данным издания Irrawaddy, во время встречи Лаши Ла утверждал, что задержанного вице-президента Генри Ван Тхио следует заменить, поскольку считал предпочтительным выбирать правителей, не связанных с армией. ПКАС согласился и попросил Лаши Ла занять этот пост.
7 сентября 2021 года Дува Лаши Ла объявил о начале оборонительной войны против военной хунты и призвал граждан восстать во всех уголках страны.